# Mikey Welsh
 (octobre 2011).
Si vous disposez d'ouvrages ou d'articles de référence ou si vous connaissez des sites web de qualité traitant du thème abordé ici, merci de compléter l'article en donnant les références utiles à sa vérifiabilité et en les liant à la section « Notes et références ».
Mikey Welsh (né le 20 avril 1971 à Syracuse, État de New York, et mort le 8 octobre 2011 à Chicago), est un artiste-peintre et un bassiste américain.

## Biographie
Il est surtout connu pour avoir été bassiste de Weezer entre 1998 et 2001. Il n'est apparu que sur un seul des albums du groupe, le Green Album, en 2001. Welsh fait aussi partie de la première incarnation du groupe The Special Goodness, fondé par le batteur de Weezer, Patrick Wilson, et collabore avec la chanteuse Juliana Hatfield.

### Mort
Mikey Welsh aurait succombé à une crise cardiaque suite à une overdose d'héroïne.